# Спиалия черноватая
Спиалия черноватая (лат. Spialia sertorius)  — бабочка из семейства толстоголовок.

## Этимология названия
Названа по имени римского полководца Серториуса, возглавивший антиримское восстание в Испании.

## Ареал и места обитания
Западная и Южная Европа, Корсика и Сардиния, Атлаские горы Северной Африки. Распространение в Восточной Европе: Южная Польша (Татры), горы и предгорья западной и северной Словакии, пойма Дуная в северной Венгрии.

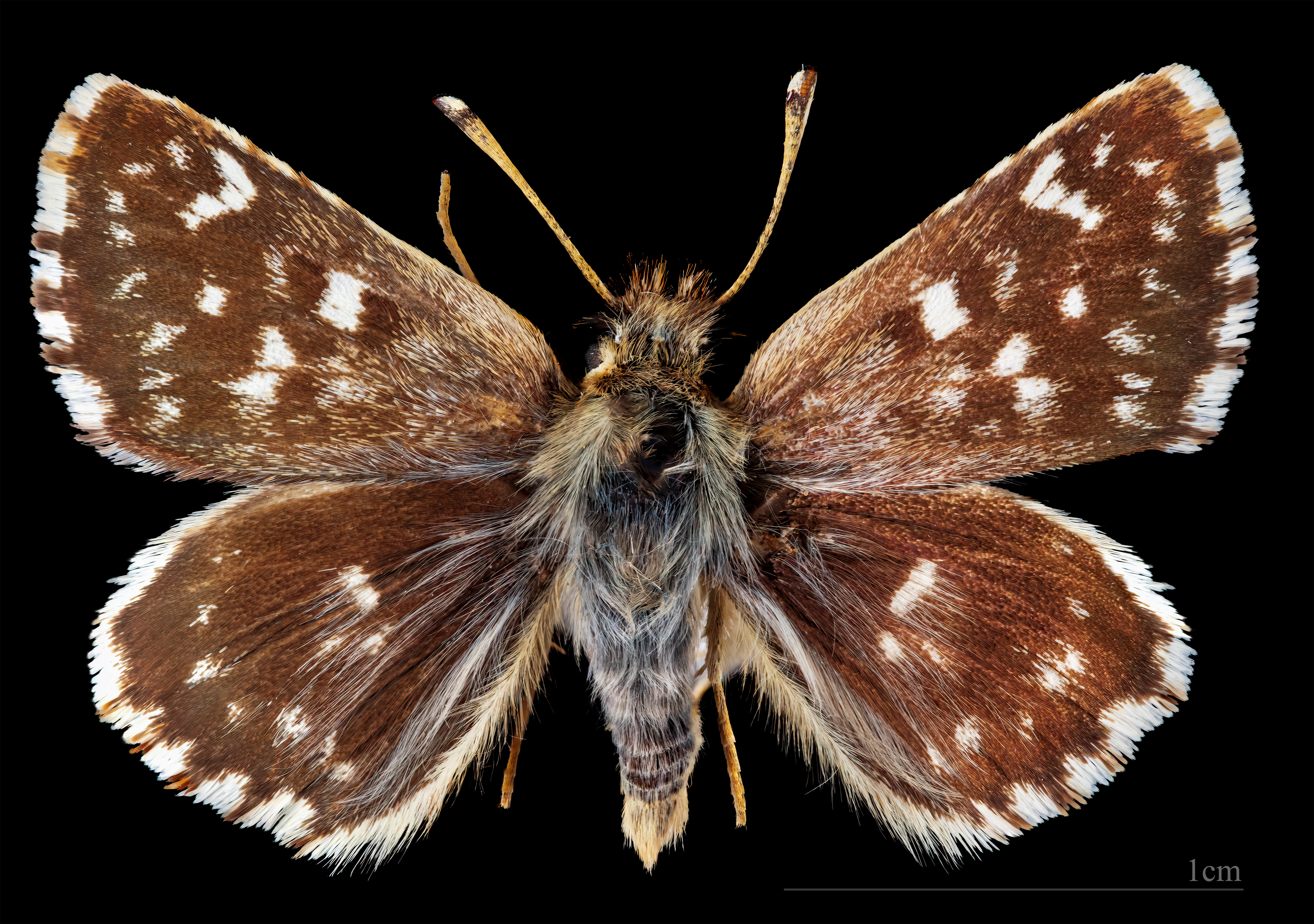
Spialia sertorius ♂
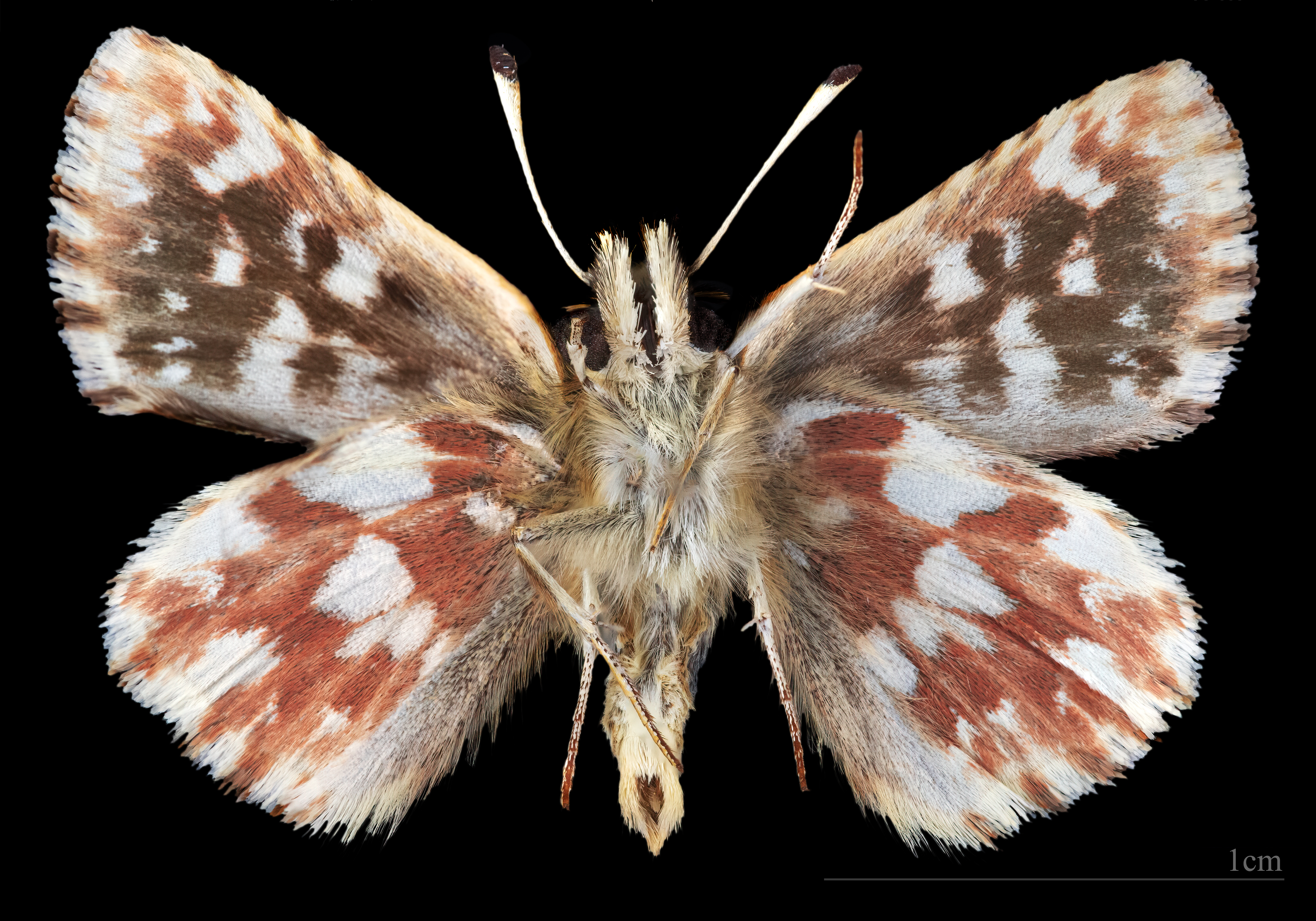
Spialia sertorius ♂ △

Бабочки населяют луга и травянистые склоны с цветущими растениями, опушки и поляны лесов, в горах встречается до высоты 1650 м над уровнем моря.

## Биология

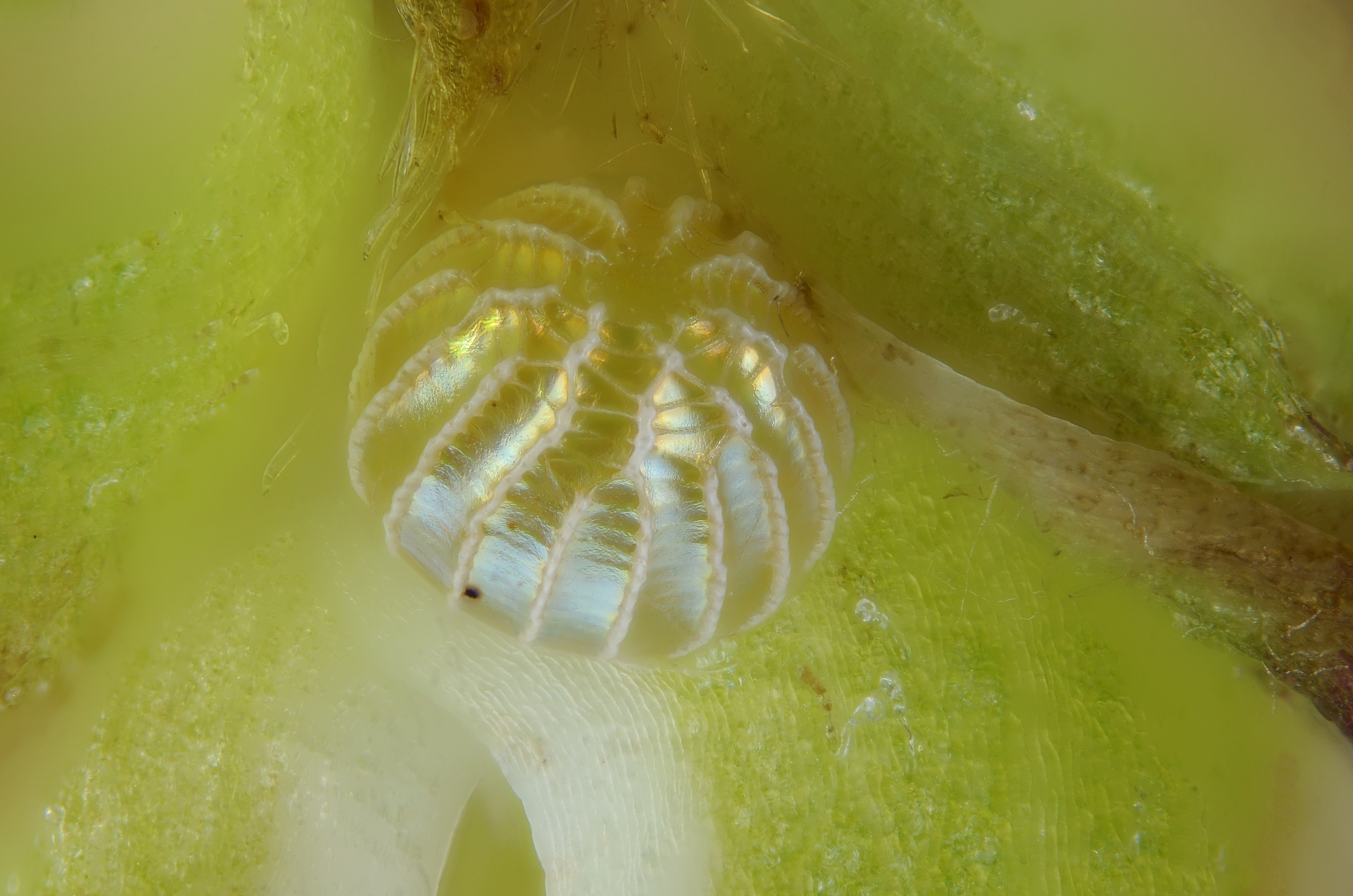
Отложенное яйцо бабочки

В год развивается в двух поколениях. Время лёта первого поколения отмечается в мае - июне, второго - с середины июля по август. Самки откладывают яйца по одному между цветковых почек. Кормовые растения гусениц: кровохлебка малая, малина, лапчатка. Гусеницы зимуют в подстилке у основания кормового растения. Куколка находится в скрученных листьях.